# Valencia del Ventoso
Valencia del Ventoso est une commune d’Espagne, dans la province de Badajoz, communauté autonome d'Estrémadure.

## Histoire
Valencia del Ventoso a fait partie du territoire de la baillie templière de Jerez de los Caballeros jusqu'au moment de la dévolution des biens de l'ordre du Temple au début du XIVe siècle.

## Monuments
- Château de Valencia del Ventoso (es) édifié par l'ordre de Santiago au XVe siècle
- Château / commanderie templier de Ventoso (ruines) situé 6 kilomètres plus au sud[1].